# Урено-Карлинське
Урено-Карлинське (рос. Урено-Карлинское) — село в Карсунському районі Ульяновської області Російської Федерації.
Населення становить 819 осіб. Входить до складу муніципального утворення Урено-Карлинське сільське поселення.

## Історія
Від 2004 року входить до складу муніципального утворення Урено-Карлинське сільське поселення.

## Населення
| 2010 |
| ---- |
| 819  |